# بير كامل (رواية)
بير كامل ((بالأردوية: پیر کامل صلی اللہ علیہ و آلہ و سلم)‏، وتعني "المرشد المثالي") هي رواية كتبتها الكاتبة الباكستانية عمیرة أحمد [الإنجليزية]. نشرت لأول مرة باللغة الأردية في عام 2004 ثم باللغة الإنجليزية في عام 2011. تناول الكتاب نقاط التحول في حياة شخصين: فتاة هاربة تدعى إمامة هاشم؛ وصبي اسمه سالار اسكندر بمعدل ذكاء يزيد عن 150. تمتد القصة إلى فترة زمنية تبلغ حوالي عشر سنوات، وهو من أشهر أعمالها. ويتبعه تكملة، آب الحياة [الإنجليزية].

## ملخص
تنتمي بطلة القصة، إمامة هاشم، إلى عائلة أحمدية مسلمة مؤثرة تعيش في إسلام آباد، وأثناء دراستها في كلية الطب في لاهور، تقع في حب الأخ الأكبر لصديقتها زينب، الطبيب جلال أنصار. لكن عائلة إمامة تحاول إجبارها على الزواج من ابن عمها الأول أسد، وهو أمر غير مقبول بالنسبة لها.

## الشخصيات

### أبطال الرواية
- إمامة هاشم - فتاة مسلمة أحمدية اعتنقت الإسلام السني.
- سالار اسكندر - جار إمامة الغني، الذي يتجاوز معدل ذكائه 150.

### الشخصيات الرئيسية
- وسيم – أخو إمامة.
- جلال - طبيب والأخ الأكبر لزينب.
- هاشم مبين – والد إمامة ووسيم.
- اسكندر عثمان - والد سالار.
- طيبة - والدة سالار وزوجة اسكندر عثمان.
- سعد ظفر - صديق سالار في نيو هيفن.
- الدكتور فرقان - مسلم وطبيب مخلص.
- الدكتور سبط علي - عالم إسلامي في لاهور.
- سعيدة أمّا - ابنة عم سبط علي.

## روابط خارجية
- اقرأ على الإنترنت بير كامل (المرشد المثالي).